# Солуківська сільська рада
| Солуківська сільська рада — орган місцевого самоврядування у Долинському районі Івано-Франківської області з адміністративним центром у с. Солуків. Водоймища на території, підпорядкованій даній раді: річка Лучава. Сільській раді підпорядковані населені пункти: - с. Солуків - с. Діброва - с. Якубів |

## Склад ради
Рада складається з 20 депутатів та голови.

### Керівний склад ради
| ПІБ                         | Основні відомості                                   | Дата обрання | Дата звільнення |
| --------------------------- | --------------------------------------------------- | ------------ | --------------- |
| Кудибин Ярослав Миколайович | Сільський голова, 1975 року народження, освіта      | 26.03.2006   | 31.10.2010      |
| Кудибин Ярослав Миколайович | Сільський голова, 1975 року народження, освіта вища | 31.10.2010   | 25.02.2014      |

Примітка: таблиця складена за даними джерела